# Helina hirashimai
Helina hirashimai är en tvåvingeart som beskrevs av Shinonaga och Tadao Kano 1984. Helina hirashimai ingår i släktet Helina och familjen husflugor. Inga underarter finns listade i Catalogue of Life.